# Amor Ben Mahmoud
Amor Ben Mahmoud, né le 25 décembre 1938 à Kairouan et mort le 10 juillet 2009, est un sculpteur et peintre tunisien.

## Biographie
Formé à l'École des beaux-arts de Tunis de 1954 à 1958 et aux Beaux-Arts de Paris de 1958 à 1966, il enseigne à l'Institut supérieur des beaux-arts de Tunis de 1966 à 1999,. En 1995, il est fait chevalier de la Légion d'honneur.
Membre de l'École de Tunis, il réalise notamment le monument des martyrs de Séjoumi (avec Hédi Selmi), la statue de Habib Bourguiba à Menzel Bourguiba, celle d'Ibn Khaldoun sur la place de l'Indépendance (Tunis) à Tunis, celle des trois sirènes à l'entrée de Hammamet, ainsi qu'un buste d'Henri IV,.